# Server Djeparov
Server Djeparov (en uzbeco: Server Jeparov, En uzbeco cirílico: Сервер Жепаров, en ruso: Сервер Джепаров; nacido el 3 de octubre de 1982) es un exfutbolista y entrenador uzbeko profesional, centrocampista ofensivo, que actualmente dirige en el Lokomotiv Tashkent uzbeko. Ha ganado dos veces el premio a Mejor Futbolista Asiático, en 2008 y 2011.

## Trayectoria

### Primeros años
Nació el 3 de octubre de 1982 en Chirchiq, Unión Soviética. Comenzó su carrera futbolística en el club Navbahor Namangan en el año 1997 con 15 años de edad.

### Carrera profesional
Comenzó a jugar como profesional en 2000 con el Navbahor Namangan, equipo de media tabla en la liga uzbeca. Destacó y fue fichado en 2002 por uno de los dos equipos más potentes futbolísticamente del país, Pakhtakor Tashkent. En 2007, el otro equipo, Bunyodkor, lo fichó y allí vivió su mejor etapa deportiva.

En 2008 fue máximo goleador de la liga local con 19 goles en su cuenta, de los cuales, 7 fueron de penalti. Fue recompensado con el título de mejor futbolista de Asia, otorgado por la AFC. Con este título en sus manos, grandes clubes europeos se interesaron por él y comenzó a ser muy conocido en Europa.

Estuvo a prueba con el Chelsea FC inglés, pero prefirió continuar en el plantel de Bunyodkor para ayudar al club en la Champions League de Asia. Esa misma temporada, su club ganó por primera vez la liga, considerando el año como el mejor de la historia de la institución.

En el año 2010 fue cedido al FC Seoul surcoreano, donde jugó 18 partidos de K-League, dando 7 asistencias y marcándole un gol al Incheon United en la victoria de su equipo por 2–0. El equipo quedó campeón del campeonato.

En diciembre de 2010 viajó a Dubái (EAU) para entrenar con su selección, de la que es capitán, para la preparación de la Copa Asiática 2011 que se celebraría en enero de 2011 en Catar.

Tras finalizar el torneo como cuartos clasificados, la mejor posición de la historia de Uzbekistán, el 6 de febrero de 2011 se confirmó su traspaso definitivo al FC Seoul por 1 millón de dólares, abandonando definitivamente el fútbol uzbeko.
Tras dos buenas temporadas se fue al equipo de EAU, Al-Shabab. Tras 2 años, en los que admitió que no fueron los mejores de su carrera ya que no se adaptó a su nuevo equipo ni al país, volvió a la K-League, esta vez de la mano del Seongnam Ilhwa Chunma Football Club.
Djeparov jugó dos años en ese club. Club que en 2014, cambió su nombre por el de Seongnam FC. Escogió el dorsal 80 pero cuando Ivan Vuković (que por aquel entonces usaba el 10) cambió el suyo por el 32, Server utilizó el 10 que el montenegrino dejó vacante. Consiguió ganar la Korean FA Cup en su segunda y última temporada.
Tras jugar la Copa Asiática 2015 en la que su selección fue eliminada en cuartos de final por Selección de fútbol de Corea del Sur (a la postre subcampeona), decidió irse a jugar al Ulsan Hyundai, un equipo de mayor nivel competitivo que el anterior.

## Vida personal
Djeparov es de ascendencia rusa, habla ruso con fluidez y tiene un inglés comprensible, pero apenas habla uzbeko. Está casado y tiene dos hijos, Raúl y Veronika.

## Trayectoria con su selección
Djeparov es el jugador que más presencia tiene con la selección uzbeka con más de 126 partidos jugados y además marcó 25 goles internacionales. Fue internacional desde 2002 á 2021.

### Goles con la selección
| #   | N°                      | Fecha                                                                | Oponente               | Goles | Resultado |  |
| --- | ----------------------- | -------------------------------------------------------------------- | ---------------------- | ----- | --------- |  |
| 1   | 9 de junio de 2004      | Estadio Pakhtakor Markaziy, Tashkent, Uzbekistán                     | Palestina              | 3–0   | 3–0       |  |
| 2   | 8 de septiembre de 2004 | Estadio Ahmed bin Ali, Al Rayyan, Catar                              | Palestina              | 2–0   | 3–0       |  |
| 3   | 17 de agosto de 2008    | Estadio Pakhtakor Markaziy, Tashkent, Uzbekistán                     | Kuwait                 | 1–2   | 3–2       |  |
| 4   | 22 de febrero de 2006   | Estadio Pakhtakor Markaziy, Tashkent, Uzbekistán                     | Bangladés              | 2–0   | 5–0       |  |
| 5   | 11 de octubre de 2006   | Bangladesh Army Stadium, Daca, Bangladés                             | Bangladés              | 3–0   | 4–0       |  |
| 6   | 5 de julio de 2007      | Estadio Mundialista de Seúl, Seúl, Corea del Sur                     | Corea del Sur          | 1–2   | 1–2       |  |
| 7   | 22 de marzo de 2008     | Estadio Pakhtakor Markaziy, Tashkent, Uzbekistán                     | Jordania               | 3–1   | 4–1       |  |
| 8   | 26 de marzo de 2008     | MHSK Stadium, Tashkent, Uzbekistán                                   | Arabia Saudita         | 3–0   | 3–0       |  |
| 9   | 2 de junio de 2008      | National Stadium, Singapur, Singapur                                 | Singapur               | 3–2   | 7–3       |  |
| 10  | 2 de junio de 2008      | National Stadium, Singapur, Singapur                                 | Singapur               | 5–2   | 7–3       |  |
| 11  | 14 de junio de 2008     | MHSK Stadium, Tashkent, Uzbekistán                                   | Líbano                 | 3–0   | 3–0       |  |
| 12  | 28 de diciembre de 2008 | Ramat Gan Stadium, Ramat Gan, Israel                                 | Israel                 | 2–2   | 3–2       |  |
| 13  | 14 de noviembre de 2009 | JAR Stadium, Tashkent, Uzbekistán                                    | Malasia                | 1–0   | 3–1       |  |
| 14  | 7 de enero de 2011      | Khalifa International Stadium, Doha, Catar                           | Catar                  | 2–0   | 2–0       |  |
| 15  | 12 de enero de 2011     | Thani bin Jassim Stadium, Doha, Catar                                | Kuwait                 | 2–1   | 2–1       |  |
| 16  | 23 de julio de 2011     | Estadio Pakhtakor Markaziy, Tashkent, Uzbekistán                     | Kirguistán             | 3–0   | 4–0       |  |
| 17  | 7 de agosto de 2011     | Estadio Pakhtakor Markaziy, Tashkent, Uzbekistán                     | Japón                  | 1–0   | 1–1       |  |
| 18  | 12 de octubre de 2012   | Maktoum Bin Rashid Al Maktoum Stadium, Dubái, Emiratos Árabes Unidos | Emiratos Árabes Unidos | 1–1   | 2–2       |  |
| 19  | 26 de marzo de 2013     | Bunyodkor Stadium, Tashkent, Uzbekistán                              | Líbano                 | 1–0   | 1–0       |  |
| 20. | 6 de junio de 2013      | Tianhe Stadium, Guangzhou, China                                     | China                  | 2–1   | 2–1       |  |
| 21. | 6 de septiembre de 2013 | King Abdullah Stadium, Amán, Jordania                                | Jordania               | 1–1   | 1–1       |  |
| 22. | 7 de septiembre de 2014 | Estadio Pakhtakor Markaziy, Tashkent, Uzbekistán                     | Nueva Zelanda          | 3–0   | 3–1       |  |
| 23. | 14 de octubre de 2014   | Dubai Club Stadium, Dubái, Emiratos Árabes Unidos                    | Emiratos Árabes Unidos | 3–0   | 4–0       |  |
| 24. | 17 de noviembre de 2015 | Estadio Grand Hamad, Doha, Catar                                     | Yemen                  | 2–0   | 3–1       |  |
| 25. | 14 de febrero de 2016   | Al-Rashid Stadium, Dubái, Emiratos Árabes Unidos                     | Líbano                 | 2-0   | 2-0       |  |

## Clubes
| Club                   | País           | Año       |
| ---------------------- | -------------- | --------- |
| Navbahor Namangan      | Uzbekistán     | 2000-2001 |
| Pakhtakor Tashkent     | Uzbekistán     | 2002-2007 |
| F. C. Bunyodkor        | Uzbekistán     | 2008-2010 |
| F. C. Seoul            | Corea del Sur  | 2010-2011 |
| Al-Shabab              | Arabia Saudita | 2011-2013 |
| Seongnam Ilhwa Chunma  | Corea del Sur  | 2013-2014 |
| Ulsan Hyundai          | Corea del Sur  | 2015-2016 |
| Lokomotiv Tashkent     | Uzbekistán     | 2016-2017 |
| Esteghlal FC           | Irán           | 2017-2018 |
| Sepahan FC (cedido)    | Irán           | 2017      |
| FC Zhetysu Taldykorgan | Kazajistán     | 2018      |
| Metallurg Bekabad      | Uzbekistán     | 2019-2020 |

## Títulos

### A nivel individual
| Título                 | Año  | Lo otorgaba |
| ---------------------- | ---- | ----------- |
| Mejor Jugador Asiático | 2008 | AFC         |
| Mejor Jugador Asiático | 2011 | AFC         |

### A nivel de clubes
| Título            | Año  | Club               |
| ----------------- | ---- | ------------------ |
| Uzbek Oliy League | 2002 | Pakhtakor Tashkent |
| Uzbek Oliy League | 2003 | Pakhtakor Tashkent |
| Uzbek Oliy League | 2004 | Pakhtakor Tashkent |
| Uzbek Oliy League | 2005 | Pakhtakor Tashkent |
| Uzbek Oliy League | 2006 | Pakhtakor Tashkent |
| Uzbek Oliy League | 2007 | Pakhtakor Tashkent |
| Uzbek Oliy League | 2008 | Bunyodkor Tashkent |
| Uzbek Oliy League | 2009 | Bunyodkor Tashkent |
| Uzbekistani Cup   | 2002 | Pakhtakor Tashkent |
| Uzbekistani Cup   | 2003 | Pakhtakor Tashkent |
| Uzbekistani Cup   | 2004 | Pakhtakor Tashkent |
| Uzbekistani Cup   | 2005 | Pakhtakor Tashkent |
| Uzbekistani Cup   | 2006 | Pakhtakor Tashkent |
| Uzbekistani Cup   | 2007 | Pakhtakor Tashkent |
| Uzbekistani Cup   | 2008 | Bunyodkor Tashkent |
| Copa de la CIS    | 2007 | Pakhtakor Tashkent |
| K-League          | 2010 | FC Seoul           |
| Posco Cup         | 2010 | FC Seoul           |